# Nha Fala
Nha Fala (2002) – A Minha Fala em crioulo  – é um filme de longa-metragem de Flora Gomes, uma co-produção entre Portugal, a França e o Luxemburgo. O filme foi intitulado em Portugal A Minha Voz.
Trata-se de uma comédia musical protagonizada por uma linda jovem mestiça que viola um interdito cultural. A transgressão é simbólica : em vez de a levar a um confronto com a morte, leva-a a um confronto com a vida. Em vez de causar a anunciada tragédia, torna-se acto redentor que a liberta. A tragédia, augúrio ditado pela negra condição africana, é contornada por um poder maior, que a tradição subestima, reprimida pelo colonialismo: a força da vida.
Depois de Os Olhos Azuis de Yonta, Nha Fala («minha voz, minha vida, meu caminho») é a segunda parábola de um negro de alma branca que nega o destino que lhe foi traçado e se põe a ver a questão sem lamento, tal como uma vez o souberam fazer, em animada ópera, os animados heróis de um animado filme: Hair.
Falado em francês e crioulo, Nha Fala estreia em Portugal a 25 de maio, em França a 16 de julho de 2003 e na Guiné-Bissau a 6 de março de 2004.

## Ficha sumária
- Argumento : Flora Gomes e Franck Moisnard
- Realização : Flora Gomes
- Música : Manu Dibango
- Actores principais : Fatou N'Diaye, Jean-Christophe Dollé, Ângelo Torres :
- Produção : Fado Filmes (Portugal), Les Films de Mai (França), Samsa Films (Luxemburgo)
- Formato : 35 mm cor
- Género : ficção (comédia musical)
- Duração : 85’
- Distribuição : Pierre Grise Distribution

## Sinopse
Vita é uma jovem de Bissau que decide estudar em Paris. Antes de partir, ela promete à sua mãe que nunca irá cantar, já que uma maldição familiar dita que todos os que cantarem serão perseguidos pela morte.
Em Paris, Vita apaixona-se por Pierre, músico de profissão. Certo dia, Pierre pede a Vita que cante no seu estúdio. Ela, ignorando a promessa feita à mãe, satisfaz o desejo do namorado, que fica admirado com a sua voz e a lança numa carreira musical de sucesso.
Vita consciencializa-se das consequências do seu acto. Por isso, volta a Bissau para organizar o seu próprio funeral.
Flora Gomes recorre, assim, às vivências de Vita para criticar a sociedade e os valores. De início, é evidenciada a severidade da igreja, que, através da figura do padre, interrompe os momentos de festa e alegria. 
No seguimento da acção, há um jogo antitético entre a sociedade francesa rica, mas sombria, e a sociedade guineense pobre, mas alegre e viva.
O carácter racista da sociedade francesa é criticado por Flora Gomes, que dá vida a um velho nacionalista que não gosta de pretos e que se vai apercebendo da irracionalidade do seu ponto de vista.
A acção fecha-se no funeral de Vita. No fundo, a vida é um ciclo; a morte é o regresso ao princípio.

## Enquadramento histórico
Casos há em que o fait divers resume a história. A 59.ª Mostra de Veneza incluí uma retrospectiva de Michelangelo Antonioni, com cópias restauradas dos seus filmes. Projecta-se o Blow-Up. Encrava-se o projector quando o protagonista, um fotógrafo, entra na câmara escura. A lâmpada queima a fita e acendem-se as luzes da sala. É como se os olhos vermelhos (de fadiga) de Antonioni tivessem incendiado o filme, tal como os do infatigável Manoel de Oliveira fazem em cor-de-rosa, fixando-se em realidades idênticas : o desértico universo das burguesias europeias.
Nha Fala, projectado na mesma tela, ilumina-a com outras luzes, menos ardentes, menos pastel. Ilumina-a com a luz que irradia de outro tipo de mulheres (é a mulher, em qualquer dos casos, que seduz a objectiva). Eis a parábola, a figura de estilo preferida por quem prefere dar a ver as coisas por outras palavras e com outras cores : a parábola da mulata «que recupera a “sua voz”, bem poderá ser a de África».
O filme começa com uma dedicatória a Amílcar Cabral, «Pai da independência da Guiné-Bissau e das ilhas de Cabo Verde, assassinado em 1973». É filmado em Cabo Verde porque o rescaldo de uma guerra fratricida e violenta não permite que seja feito na Guiné, terra em que «ninguém está no seu lugar, em que à noite um médico é taxista e um professor universitário  engraxador». Filme apátrida com várias pátrias, admirado por uns, mais abertos, despeitado por outros, mais obtusos, no fundo pretende apenas dar a ver isto : «O futuro deste planeta é a mestiçagem. Ninguém a pode proibir».
Não se faz filmes assim para se vender : a força da ideia não reside no seu valor de mercado. Filmes desses são feitos para se ver, Mas nem toda a gente quer estar de olhos abertos.

## Ficha artística
- Fatou N'Diaye: Vita
- Jean-christophe Dollé: Pierre
- Ângelo Torres: Yano
- Bia Gomes: mãe de Vita
- Jorge Biague: Mito, o louco
- José Carlos Imbombo: Caminho
- François Hadji-Lazaro: Bjorn
- Danielle Evenou: mãe de Pierre
- Bonnafet Tarbouriech: pai de Pierre
- Maica Baio

## Ficha técnica
- Argumento : Flora Gomes e Franck Moisnard
- Realização : Flora Gomes
- Música : Manu Dibango
- Coreografia : Clara Andermatt e Max-Laure Bourjolly

- Produção : Fado Filmes (Portugal), Les Films de Mai (França), Samsa Films (Luxemburgo)
- Produtores : Luís Galvão Teles, Jani Thiltges, Serge Zeitoun
- Assistentes de produção : Lelia Di Luca e Ana Silva
- Rodagem : Cabo Verde e Paris, 2001

- Assistentes de realização : Suleimane Biai e Eddy Stevesyns
- Director de fotografia : Edgar Moura
- Assistentes de imagem : Daniel Neves e Carlo Thiel
- Cenários : Véronique Sacrez
- Guarda-roupa : Rosário Moreira e Virginia Vogwill
- Caracterização : Emmanuelle Fèvre
- Chefe maquinista : Paulo Miranda
- Chefe electricista : Tita Miranda
- Director  de som : Pierre Donadieu
- Assistente de som : François Lalande
- Montagem : Dominique Paris
- Assistente de montagem : Jean-Luc Simon
- Montagem de som : Frédéric Demolder
- Misturas de som : Pierre Donnadieu

- Formato : 35 mm cor
- Género : ficção (comédia musical)
- Distribuidor : Pierre Grise Distribution
- Estreia : 25 de Maio de 2003 (Portugal), 16 de Julho de 2003 (França), 6 de Março de 2004 (Guiné-Bissau)

### online
- Nha Fala em Trigon Film
- Nha Fala no 17th Festival Annual Cascade Festival of African Films (2007)
- Nha Fala em Lisboa
- Nha Fala em Clap Noir
- O Cinema da Guiné-bissau – artigo de Filomena Embaló

### impressas
- Revista Cinélive n°70, pág 62

- Studio Magazine n°191, pág 32

- Revista Première n°317, pág 39

## Artigos relacionados
- Africa South of the Sahara – Issues and Trends – artigo de Sheila Petty
- Nha Fala – artigo de Chérifa Benabdessadok em Altérités
- Nha Fala Ma Voix, Mon Destin, Ma Vie, Mon Chemin –  artigo (Comme au Cinema.com)

- Nha Fala – artigo em Actus (Marrocos, Embaixada da França)
- Fespaco and the Transformations of Pan-African Film Promotion – artigo de Niels Buch-Jepsen em Senses of Cinema

## Festivais e mostras
- 2002 – 59ª Mostra Festival de Veneza – prémio “Citta Di Roma-Arco Íris Latino” e prémio “Lanterna Magica”. (ver notícia no Jornal de Letras)

- 2002 – Festival International du film d’Amiens, Amiens (França) - Prémio Signis e Prémio  d’Amiens Métropole

- 2002 – Festival des 3 Continents (Nantes – França)

- 2002 – Carthage Film Festival (Cartago – Tunísia)

- 2003 – FESPACO (Burkina Faso) – referência - Prémio da cidade de Ouagadougou e Prémio UEMOA

- 2003 – Nha Fala - Colours of Africa (Ontário, Canadà)

- 2003 –  Nha Fala - African Film Festival (retrospectiva na Brown University, EUA)

- 2003 – Les 19e journées du cinéma africain et créole de vues d'Afrique   (Montréal – Canada), Primeiro Prémio (Comunicação Intercultural)

- 2003 – 28th Annual Göteborg Film Festival (Suécia)

- 2003 – 10 º Festival “Caminhos do Cinema Português” (Coimbra)  -  Prémio do Júri e Prémio do Público

- 2004 – Nha Fala - 31ª Jornada Internacional de Cinema da Bahia

- 2004 – Cinemafrica Film Festival - (Estocolmo, Suécia)

- 2005 – Nha Fala[ligação inativa] na Mostra de Cine Africano de Tarifa (PDF)

- 2005 – Nha Fala no Festival Cineport

- 2006 – Nha Fala na Mostra de Cinema da África e da Diáspora (Brasil)

- 2006 – 3ª Mostra Internacional do Cinema Negro (Cinemateca Brasileira)

- 2006 – Nha Fala no 1st ACP Festival (Santo Domingo)

- 2007 – Nha Fala no Ciclo de Cine Africano de Cuernavaca (Aliança Francesa)

- 2007 – Nha Fala em Culture in the City (Florida)

- 2007 – Nha Fala no Ciclo Migrações (Centro de Língua Portuguesa da Universidade de Berlim)

- 2007 – Nha Fala no Festival de Cinema do Itu (Brasil)

- 2007 – Nha Fala em The International Cine Appreciation Forum de Nova Deli,

- 2007 - Nha Fala - 17th Festival Annual Cascade Festival of African Films

- 2008 – Nha Fala em Kala Ghoda Arts Festival

- 2008 – Nha Fala em Africamania (Cinemateca Francesa)

- 2008 – Festival de Cinema de Gotemburgo - 2017 Göteborg International Film Festival  (Gotemburgo – Suécia)